# Dekanat Kalisz II
Dekanat Kalisz II – jeden z 33 dekanatów w rzymskokatolickiej diecezji kaliskiej.

## Parafie
W skład dekanatu wchodzi 8 parafii:
- parafia Miłosierdzia Bożego, Kalisz
- parafia Narodzenia NMP, Kalisz
- parafia Opatrzności Bożej, Kalisz
- parafia Podwyższenia Krzyża Świętego, Kalisz
- parafia św. Apostołów Piotra i Pawła, Kalisz
- parafia św. Gotarda, Kalisz
- parafia św. Michała Archanioła, Kalisz
- parafia św. Jana Pawła II na osiedlu Dobrzec, Kalisz

## Sąsiednie dekanaty
Kalisz I, Koźminek, Ołobok, Opatówek